# Marko Jarić
Marko Jarić (Belgrado, 12 de outubro de 1978) é um ex-jogador de basquetebol profissional sérvio. Foi casado com a modelo brasileira Adriana Lima, com quem tem duas filhas, Valentina Lima Jarić e Sienna Lima Jarić. O divórcio ocorreu em 2014, após cinco anos de casamento.
Início da vida
Jarić nasceu em Belgrado, SR Sérvia, SFR Iugoslávia, filho de Srećko Jarić, um conhecido jogador de basquete profissional iugoslavo, que jogou como armador pelo Radnički Belgrado, e foi considerado pelo treinador de basquete Dušan Ivković como o "maior talento que ele já teve sob seu comando". Jarić começou a jogar basquete com as equipes juvenis do clube sérvio Red Star Belgrade.
Carreira
Europa
Jarić começou sua carreira profissional com Radnički Belgrado na temporada 1995-96, antes de se mudar para o clube da Greek Basket League Peristeri. Com Peristeri, ele jogou duas temporadas na Copa FIBA Korać de nível 3o em toda a Europa. Ele então passou as próximas 4 temporadas jogando na Euroliga de nível superior da Europa, com os clubes italianos Fortitudo Bologna e Virtus Bologna.
Ele se tornou o primeiro jogador a vencer campeonatos consecutivos da Liga Italiana, em duas equipes. Ele venceu o campeonato da Liga Italiana em 2000, com o Fortitudo Bologna e, em 2001, com o Virtus Bologna.